# Morcourt (Somme)
Morcourt ist eine nordfranzösische Gemeinde mit 330 Einwohnern (Stand 1. Januar 2022) im Département Somme in der Region Hauts-de-France. Die Gemeinde gehört zum Kanton Corbie und ist Teil der Communauté de communes du Val de Somme.

## Geographie
Die Gemeinde liegt im Santerre am linken Ufer der hier mäandrierenden Somme gegenüber von Chipilly rund 13,5 km östlich von Corbie und 13,5 km südlich von Albert und erstreckt sich nach Süden bis zur Départementsstraße D1029 (frühere Route nationale 29).

## Geschichte
Die Gemeinde erhielt als Auszeichnung das Croix de guerre 1914–1918.

## Einwohner
| 1962 | 1968 | 1975 | 1982 | 1990 | 1999 | 2006 | 2010 |
| ---- | ---- | ---- | ---- | ---- | ---- | ---- | ---- |
| 187  | 196  | 183  | 201  | 239  | 268  | 273  | 274  |

## Verwaltung
Bürgermeister (maire) ist seit 2008 Didier Demaison.	

## Sehenswürdigkeiten

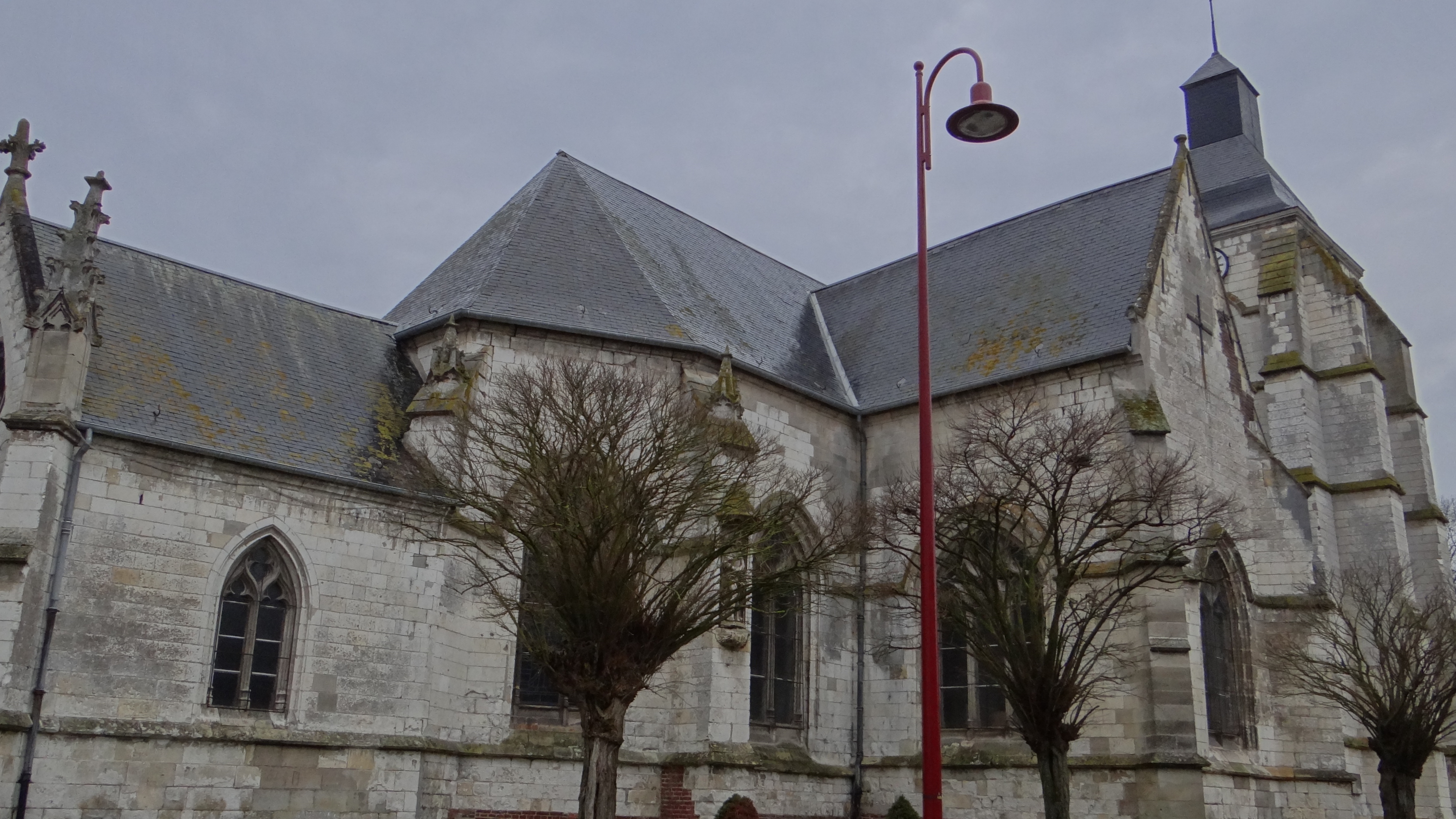
Kirche von Morcourt

- Kirche Saint-Fuscien et Saint-Gentien